# Andrena biemarginata
Andrena biemarginata är en biart som beskrevs av Nurse 1904. Andrena biemarginata ingår i släktet sandbin, och familjen grävbin. Inga underarter finns listade i Catalogue of Life.